# Call of Duty: Modern Warfare Remastered
Call of Duty: Modern Warfare Remastered är ett datorspel i genren förstapersonsskjutare, utvecklat av Raven Software och utgivet av Activision. Datorspelet är en remake av Call of Duty 4: Modern Warfare från 2007. Spelet släpptes från början som en del av en specialutgåva ihop med Call of Duty: Infinite Warfare den 4 november 2016 för Playstation 4, Xbox One och Microsoft Windows. Spelet blev ett fristående spel för Playstation 4 den 27 juni 2017, och för Xbox One och Windows en månad senare.
Utvecklingen började under början av 2015 efter att en petition, från Call of Duty-beundrare, hade skickats in, och som handlade just om en remake av Call of Duty 4: Modern Warfare. Activision upphandlade med Raven Software, som tidigare har medverkat i äldre Call of Duty-spel, för att utveckla remaken. Spelet har fått grafiska renderings- och ljusförbättringar, uppdaterade animeringar, remaster av originella ljudeffekter och likaså helt nya ljudeffekter, samt många andra små förbättringar. Samtidigt behålls spelets ursprungliga kärna och upplägg. Nytt innehåll för flerspelarläget, nya prestationer och fusk finns också med.
Call of Duty: Modern Warfare Remastered fick generellt positiva recensioner. Kritiker lovordade den förbättrade grafiken, ljudet och utbudet av förbättringar, och ansåg att spelet har blivit gammalt men att det fortfarande gav utmaning. De flesta recensenter ansåg att spelet var nygjort och stabilt, medan vissa andra kritiserade tiden då berättelsen utspelas samt flerspelarläget som intetsägande (detta då det nya innehållet för flerspelarläget skulle distribueras senare genom uppdateringar). Andra klagomål handlade om designval som behölls från originalspelet och den artificiella intelligensen. Modern Warfare Remastered hamnade också i kontroverser då Activision beslutade att från början släppa spelet endast som en del av ett paket (tillsammans med ett annat spel), samt införandet av mikrotransaktioner.

## Spelupplägg
Call of Duty: Modern Warfare Remastered är upplagt på samma sätt som sin originalversion: det är en förstapersonsskjutare där spelaren kontrollerar flera spelfigurer. Men spelet har också några nya modifikationer. Till exempel använder spelet dubbel rendering för kikarsikte på prickskyttegevär, vilket ger spelaren en uppfattning om omgivningen i form av en suddig bild, till skillnad från originalspelet där det bara var en svart bild som fick föreställa kikarsiktets interiör. Under enspelarläget, alltså kampanjen, finns det nya förutbestämda förstaperonsanimationer vid några tillfällen. I flerspelarläget har spelaren nu möjlighet att håna sina motståndare, som att inspektera eller vissa upp sina bärande vapen.
Kampanjen är nästan identisk med originalet. Den behåller samma samlarobjekt (så kallad "enemy intel") och fusk som tidigare, men med tillägg av flera nya fusk, till exempel överdriven fysik som slänger fiender bakåt när de dödas, eller ersätter huvudet av icke-spelar-figurer med vattenmeloner. Inom Playstation Network har spelet trophies, och likaså achievements för Xbox Live samt prestationer för Steam. Gemensamt för dessa trophies, achievements och prestationer är att de fungerar som små, enkla och nya sidouppgifter utanför spelets handling.
Spelet har en uppdaterad version av flerspelarläget som har likheter med de senare Call of Duty-spelen. Spelet innehåller samma vapen, seriemord, förmåner och spellägen från originalet. Men även nya spellägen, som är befintliga i andra Call of Duty-spel, finns nu med i spelet, till exempel "Kill Confirmed", "Gun Game" och "Hardpoint". Flerspelarläget erbjuder ett större antal anpassningsalternativ för en personlig profil, såsom spelfigurer och vapenkamouflage. Ett antal vapen som inte ingår i originalet tillkom också. Allt nytt innehåll kan låsas upp genom att klara utmaningar, eller genom att köpa dem med "Parts" (fiktiv valuta i spelet) som spelaren får genom att spela spelet, eller genom att öppna "Supply Drops" (liknar en låda). Befintliga objekt från originalet blir upplåsbara endast genom att få erfarenhet. Flerspelarläget innehåller 20 prestigenivåer, en ökning från de 10 som finns i originalet. En prestigenivå innehåller i sin tur 55 rangnivåer som spelaren kan komma upp till genom erfarenhet. Varje ny prestigenivå återställer alla upplåsningsbara objekt som tidigare gjorts tillgängliga, men behåller alla anpassningsobjekt såsom eventuella vapen, dess tillbehör och förmåner som har blivit permanent upplåsta. En skjutbana finns på flerspelarlägets meny, så att spelaren kan testa olika vapen, utrustningar och tillbehör.

## Handling
Call of Duty: Modern Warfare Remastered har samma handling som sin originalversion. Spelaren agerar som medlem i USA:s marinkår och i Special Air Service (SAS), där den tar sig an uppdrag för att kämpa mot en separatistgrupp i Mellanöstern samt en ultranationalistisk grupp i Ryssland.
Medan USA invaderar ett litet och oljerikt Mellanösternland som nyss genomgått en statskupp av extremisten Khaled al-Asad, infiltrerar en brittisk SAS-grupp ett lastfartyg som transporterar ett nukleärt objekt. Fartyget sänks av fienden, och SAS-gruppen flyr med dokument tillhörande det nukleära objektet. Därefter fortsätter de till Ryssland för att rädda sin informator, med kodnamnet "Nikolai", som har blivit tillfångatagen av det ultranationalistiska partiet. Dessa operationer ger antydan till att al-Asad har ett ryskt nukleärt objekt. Den amerikanska militären anfaller al-Asads palats, dock detoneras hans nukleära objekt och allt inom staden förstörs.
SAS-gruppen spårar att al-Asad gömmer sig i Azerbajdzjan och upptäcker också att han har samarbetat med Imran Zakhaev, ledaren för det ultranationalistiska partiet. Handlingen återblickar 15 år tillbaka i tiden, då kapten Price var löjtnant och hade skickats tillsammans med sin befälhavare, kapten MacMillan, för ett uppdrag i Prypjat, Ukraina. Uppdraget handlade om ett mordförsök på Imran, men som misslyckades. Efter att spelaren finner al-Asad och kapten Price dödar honom, försöker SAS-gruppen fånga Imrans son, Victor Zakhaev, vilket skulle göra det enklare att fånga Imran senare. SAS-gruppen får stöd av amerikanska Marine Force Recon och ryska regeringslojalister för att fånga Victor. De lyckas omringa honom, men han begår snabbt därefter självmord. Som svar tar Imran kontroll över en kärnvapenanläggning. En snabb och gemensam operation genomförs för att ta tillbaka anläggningen, men Imran hinner avfyra interkontinentala ballistiska missiler mot USA:s östkust. De gemensamma grupperna hinner dock bryta sig in i anläggningen och fjärrstyra missilerna till självförstörelse innan de når målet.
Grupperna flyr från anläggningen i militärlastbilar med Imrans styrkor efter sig. Styrkorna förstör en bro som grupperna flyr på, och under slaget dödas många. Imran anländer till den trasiga bron, men blir distraherad av en helikopter. Under denna korta tid använder spelaren en pistol för att döda Imran. Slutligen kommer ryska lojalister till plats för att hjälpa de sårade.

### Spelfigurer
Spelaren kontrollerar främst den brittiske SAS-rekryten John "Soap" MacTavish vilket börjar med att han skrivs in i det 22:a SAS-regementet. Spelaren får också under några få uppdrag kontrollera amerikanen Paul Jackson som deltar i USA:s marinkår. Kaptenen John Price (röstskådespelare av Billy Murray) är en SAS-officer och spelbar under två uppdrag, vilka återblickar bakåt i tiden då han var löjtnant. Under ett uppdrag får spelaren också ta rollen som en amerikansk värmebildsoperatör ombord ett Lockheed AC-130-stridsplan. Efter att ha klarat hela kampanjen erhålls ett bonusuppdrag som är orelaterat till handlingen, och där får spelaren spela en okänd rollfigur inom SAS. Spelaren har också möjlighet att styra Yasir al-Fulani som är president för det lilla och oljerika Mellanösternlandet. Dock äger detta rum efter att al-Fulani har blivit avsatt genom en statskupp, och spelaren kan bara styra honom genom att vrida huvudet, innan han blir avrättad.

## Utveckling
Utvecklingen började med att en petition på nätet, underskriven av fans till Call of Duty 4: Modern Warfare, hade skickats in. Där framkom en önskan om en remake av Call of Duty 4: Modern Warfare. Activision blev intresserad av att utföra ett sådant projekt. Företaget kontaktade Raven Software som hade utvecklat flerspelarlägen för flera tidigare Call of Duty-spel. Raven Software fick huvuduppdraget att utveckla en remake, medan originalspelets utvecklare Infinity Ward fick fungera som en övervakare till hela utvecklingen. Raven Softwares studiochef, David Pellas, mindes att "inte en enda person vid Raven vände sig och sa nej. Det var en allsidig, "ja, vi är där."" Utvecklingen av Call of Duty: Modern Warfare Remastered började i början av 2015.
Utvecklarna lovade att fokusera på fyra nyckelområden under hela utvecklingen: respektera det ursprungliga spelet, modernisera grafik och ljud, förbättra den övergripande upplevelsen av ny teknik samt omdefiniera vad termen "remaster" betyder. Större delen av originalspelet fick därmed byggas upp från grunden för denna remaster eller remake. Detta genom att på nytt återuppliva originalets källkoder, material, layouter och effekter, vilka Raven Software fick tillgång av Infinity Ward. Spelet körs i full 1080p-upplösning på 60 bilder per sekund och använder den senaste uppdateringen av spelseriens spelmotor, IW engine.
Raven Software ville att spelet skulle ge en nostalgisk upplevelse för fans av Call of Duty 4: Modern Warfare, samtidigt som det introducerades till nykomlingar som en värld som de är vana med i de senaste Call of Duty-spelen. David Pellas noterade att risken för negativa fanreaktioner, som på grund av små förändringar i originalet och önskan om att uppfylla höga förväntningar, var skrämmande för Raven Software och sade "Det fanns en insikt om att detta var fruktansvärt skrämmande, för det var inte bara viktigt för oss". Som hjälp i sitt beslutsfattande granskade de ett stort antal internetforum där aktiva spelare från originalspelet hade uttryckt vad önskade sig i en nyutgåva av spelet. Raven Software uppmuntrades av principen att hålla kärnspelet oförändrat, ett beslut som förblev konsekvent under hela processen eftersom respekten för originalets upplevelse var avgörande. Subtila förbättringar gjordes till både styrningen och tidpunkten för befintliga animeringar, såsom övergången mellan att använda ett prickskyttegevär och dess kikarsikte.
För att få Call of Duty 4: Modern Warfare till en modernare och bättre version kring visuella miljöer och perspektiv användes en procedur kallad "måla över", där skärmobjekt och effekter integrerades. Raven Software ville också ge miljöerna en känsla av plats och historia för att undvika den generella känslan. De flesta objekten i spelet fick byggas om, såsom förbättrade texturer, högdynamisk ljussättning och fysikbaserad rendering. Utöver det har även realistisk fysik och rörliga skarvar, som används för rörliga föremål, lagts till. Utvecklarna fokuserade på att förbättra varje vapen i spelet och förklarade "Vi behövde ta upp vapnen till samma nivå av personlighet som rollfigurerna". Varje vapen fick bättre dynamik, ändringar i skjutmekanismer och en ny funktion som tillåter att ändra ytskiktet. Raven Software stötte på några problem under grafikarbetet då remaken använder sig av en kraftigt uppgraderad version av spelmotor. Det resulterade i att flera visuella tillgångar, från originalspelet, inte var kompatibla med den nya tekniken, och att de var då tvungna att återskapa dem. Det mesta av så kallade fånga rörelse-delen fick också göras om på grund av samma anledning, men också för att ge nya framställningar inom berättelsen. David Pellas sa "Jag tror att för [enspelarläges]-kampanjen var vi definitivt liberalare med våra animationer och tillägg, så länge de förstärker dagens sanna avsikter." Den artificiella intelligensen hos icke-spelbara figurer förbättrades också för att reagera mer realistiskt med miljön, och tvärtom, såsom långt gräs som reagerar på en figurs närvaro.
Det befintliga ljudet blev justerat eller förbättrat med hjälp av efterklang som ger djupa och rumsliga effekter, vilket i sin tur ger en verkligare omgivning. Ett exempel som en utvecklare från Raven Software noterade var att "Lägga på flera ljud gör nu stor skillnad". En rad andra ljudeffekter som inte finns med i originalspelet togs också med, inklusive oanvända ljudkanaler som hade skapats för originalet, men på grund av begränsningar inte hade tagits med under dess utveckling. De ursprungliga musik- och röstinspelningarna behölls, med undantag för den kampanjdialog som talades av al-Asad på arabiska, som ändrades och återinspelades. Även en liten förändring i rösten av rollfiguren Imran Zakhaev gjordes under en del av ett tal.
Förutom dessa uppdateringar fick spelet en rad nya funktioner. Några nya fusk infördes i spelets enspelarläge samtidigt som de gamla fusken och samlarobjekten ("enemy intel") behölls från originalet. Flerspelarläget förblev, till en början, oförändrat med samma innehåll från Call of Duty 4: Modern Warfare. Tio av de ursprungliga sexton kartorna släpptes samtidigt som spelet, medan de återstående sex släpptes som en gratis uppdatering flera veckor senare. Detta på grund av att utvecklarna inte hann med sitt arbete under den planerade tiden. Flerspelarläget fick flera uppdateringar och stöd de följande månaderna, där ett bredare utbud av nya objekt kom ut, vilket gick i linje med de andra Call of Duty-spelen. Från och med december 2016 introducerades "Supply Drop" (system där en spelare kan få slumpmässiga artiklar i en låda) och "crafting" (system där en spelare kan skapa diverse artiklar med hjälp av "Parts" som är en fiktiv valuta). Många av dessa artiklar är bara kosmetika för att göra en spelare unik bland andra spelare. Med tiden kom det nya uppdateringar där nya eld- och närstridsvapen introducerades. Visst innehåll, det vill säga nya spellägen och varianter av befintliga kartor, var exklusiva för spelets olika temporära sessioner eller servrar och säsongsevenemang.

## Marknadsföring och lansering

### Tillkännagivande
Nyheten om Call of Duty: Modern Warfare Remastered läckte ut på Reddit den 27 april 2016 före dess tillkännagivande. Läckan avslöjade en skärmdump av ett reservkort för nätbutiken Target, där en viss specialutgåva av Call of Duty: Infinite Warfare som inkluderade Modern Warfare Remastered. Call of Dutys officiella Twitterkonto svarade med en emojitweet senare den dagen, vilket förmodligen bekräftade att en remake av Call of Duty 4: Modern Warfare fanns.
Spelet publicerades officiellt på Electronic Entertainment Expo 2016. Där visades en utökad trailer av spelet tillsammans med en speluppvisning av Call of Duty: Infinite Warfare. Efter trailern annonserades det att Playstation 4-användare som förhandsköpte (i motsats till förhandsbeställa) en utgåva av Infinite Warfare som inkluderade Modern Warfare Remastered skulle kunna spela remakens enspelarläge 30 dagar tidigare. Detta var en uppgörelse eller affär mellan Sony och Activision. En video som visar spelets uppdrag "Crew Expendable" släpptes på nätet den 14 juli 2016. Där visades förbättrad grafik, ljussättning och texturer, samt uppgraderade modeller och animeringar. Spelets flerspelarläge visades upp under Call of Duty: XP 2016:s sammankomst, där deltagare fick spela spelet med andra. Under september 2016 släpptes officiella trailrar för en- och flerspelarläget.

### Utgivning
Call of Duty: Modern Warfare Remastered släpptes över hela världen den 4 november 2016 för Playstation 4, Xbox One och Microsoft Windows. Spelet släpptes som en del av Legacy-, Legacy Pro- och Digital Deluxe-utgåvor av Call of Duty: Infinite Warfare. Vid den tiden var spelet bara tillgängligt genom en av dessa utgåvor av Infinite Warfare, och likaså krävdes dess optiska skiva (för fysiska versioner) för att kunna spela Modern Warfare Remastered. Activision bekräftade att Infinite Warfare måste installeras permanent för att kunna spela medföljande Modern Warfare Remastered. Call of Duty: Modern Warfare Remastered blev senare ett fristående spel för Playstation 4 den 27 juni 2017, samt för Xbox One och Microsoft Windows den 27 juli 2017.

### Nedladdningsbart innehåll
Den 8 mars 2017 meddelades det att kartpaketet "Variety Map Pack" skulle bli tillgängligt för Modern Warfare Remastered, vilket släpptes ursprungligen för originalspelet. Kartpaketet innehåller, som tidigare, de fyra kartorna "Killhouse", "Chinatown", "Creek" och "Broadcast", samt tio sällsynta "Supply Drops". Kartpaketet släpptes som ett separat köp den 21 mars 2017 för Playstation 4, samt den 20 april 2017 för Xbox One och Microsoft Windows. Kartpaketet ingår inte i någon fysisk version av spelet.

## Mottagande
| Mottagande | Mottagande                                                                                                 |
| Samlingsbetyg | Samlingsbetyg                                                                                              |
| Tjänst | Betyg |
| --- | --- |
| Metacritic | 83/100 (27 recensioner) (Playstation 4) 89/100 (6 recensioner) (Xbox One) 86/100 (4 recensioner) (Windows) |
| Recensionsbetyg | |
| Publikation | Betyg |
| Destructoid | 8/10 |
| IGN | 8,5/10 |
| Push Square | 9/10 |
| Metro | 8/10 |
| Hardcore Gamer | 3,5/5 |
| \| Utmärkelser \| Utmärkelser \| \| Publikation \| Utmärkelse \| \| ------------------------- \| ----------------- \| \| IGN:s Best of 2016 Awards \| Best Remaster[64] \| | |
| Utmärkelser | |
| Publikation | Utmärkelse                                                                                                 |
| IGN:s Best of 2016 Awards | Best Remaster                                                                                              |

Call of Duty: Modern Warfare Remastered mottog "generellt gynnsamma recensioner" enligt samlingsbetygswebbsidan Metacritic. Spelet fick utmärkelsen Best Remaster under 2016 av IGN.
Joey Thurmond från Push Square skrev om hur kampanjen väckte minnen från originalspelet, och sa "det finns spänning och tyngdkraft genom upplevelsen, som om världen ligger på dina axlar, där du ska driva förbi varenda fiendes linje med explosivt övermod eller fordrande listighet." Han hyllade spelets grafiska förbättringar och sa "Modern Warfare Remastered ser och låter som ett nygjort spel i nivå med dagens grafiska och auditiva standarder". Han kallade också spelet för en "galen verklighetstrogen remake". Dock påpekade han att spelet fortfarande visar föråldrade tecken, såsom problem med artificiell intelligens. Kort sagt berömde han Raven Software "för att utan tvekan levererat den mest omfattande, mästerligaste remaken som någonsin skådats".
Kallie Plagge på IGN tyckte inte att spelet var så revolutionerande jämfört med originalet, och nämnde att vissa aspekter, såsom rörelseförmågan och bandesignen kändes föråldrat. Hon berömde ändå de visuella och tekniska förbättringarna gentemot andra datorspelsremake. Dock såg hon mindre brister gällande grafik- och designelement. Trots det komplimenterade hon spelupplägget för att ha varit anmärkningsvärt bra. Hon tyckte att spelet kändes mer klassiskt än föråldrat, och sa "Det kanske inte har samma upplevelse som första gången".
Chris Carter på Destructoid var positiv över alla förändringar i spelet, och att det samtidigt behöll kärnan i spelet från originalet. Det tyckte han visade Raven Softwares ansträngningar. Vidare nämnde han att kampanjen fortfarande har ett värde att spela, men att vissa rollfigurer där var "inget annat än statister". Trots det var det "värt priset för medgivandet" tack vare berättelsen och förhållandet mellan huvudpersonerna Soap och Kapten Price. Chris tyckte att flerspelarläget var tidlös, och att utformningen av varje karta höll sig bra och kändes motiverad.
I en recension från Metro (brittisk nyhetstidning) berömdes grafiken i spelet, och sade "Spelet ser fortfarande inte lika bra ut som de senaste Call of Duty-spelen, men det är extremt nära. Och vad du än säger om det så är det presentationsmässigt en utmärkt remake." Flerspelarläget berömdes för att vara mer glädjande enkel än de senaste Call of Duty-spelen och visade därmed en betydande nostalgi till spelare från originalspelet. Men det fanns också kritik om att det gav begränsning och ytlig grund. Recensionen nämnde vidare att spelet kändes oavsiktligt klyschigt då originalet har inspirerat många imitationer, men berömde ändå den moderna miljön som gör det överraskande nygjort igen. Metro sammanfattade sin recension genom att säga "Ett av de mest inflytelserika videospelen över tiden, får sin remake som det förtjänar, och är fortfarande imponerande underhållande efter alla dessa år."
Kevin Dunsmore på Hardcore Gamer (amerikansk videospeltidskrift) ansåg att berättelsen är mycket mer jordnära och mer realistisk än andra sena titlar i serien, och skrev "Du är ingen supersoldat som fastnar utanför världen, utan snarare en vanlig soldat som arbetar med en trupp för att klara mål." Han gav också komplimang för flerspelarläget som kändes nytt och sade "Efter år av överväldiga mördarserier, springande på väggar och andra konstigheter, så är det skönt att få komma tillbaka till enkelheten". Han uppgav att spelets beslut om att hålla kvar många av designalternativen orörda från originalspelet var både uppfriskande och ett hinder. Till exempel fiender som återskapas obehindrat och ökända förmåner, vilka känns "extremt föråldrade" då de borde ha tagits bort eller gjorts om. Vidare lovordade han de visuella förbättringarna, och sa "Modern Warfare Remastered är det mest omfattande visuella uppgraderingen som någon remaster någonsin skapats, men som är mer i linje med en remake än en riktig remaster". Avslutningsvis skrev han "Vad Raven [Software] har åstadkommit är imponerande, men det har sina gränser. Några finjusteringar skulle ha gått långt för att fixa vissa balanseringsproblem, men för de som letar efter en stöt från det förflutna, så fungerar detta fint".

### Sammanbunden version
Innan den fristående versionen av Call of Duty: Modern Warfare Remastered blev tillkännagivet (juni 2017) kritiserade många beslutet att spelet endast skulle vara tillgängligt genom ett köp av en specialutgåva av Call of Duty: Infinite Warfare. Kritiker ansåg att spelet skulle vara mer eftertraktat än Infinite Warfare då det fanns kontrast i mottagandet mellan båda spelen. De såg också denna bundling som antikonsumism och ett tvång att betala mer än nödvändigt. Joey Thurmond gillade inte hur en utgivning av ett klassiskt spel, som har format både seriens formel och generellt förstapersonsskjutargenren, hade kopplats ihop med en ny och dålig titel. Han kallade det "absurt" och "ett slag mot konsumenterna". Vidare hävdade han att försäljningen av Modern Warfare Remastered separat skulle faktiskt gynna Activision, men med en viss prognos som eventuellt devalverar Infinite Warfares värde då vissa av dess ägare säljer det vidare. Paul Tassi från Forbes beskrev denna bundling som "ett sätt att väsentligen utpressa spelare för att plocka upp en dyrare version av ett spel som de kanske inte ens vill ha (Infinite Warfare) för att få något de desperat vill ha (Modern Warfare Remastered)". Men han förstod varför Activision hade gjort så, då det gav "förhandspenning".
Andra fann att denna sammanbundna version av spelen var ett förnuftigt affärsbeslut. Risken fanns annars att Modern Warfare Remastered skulle överskugga Infinite Warfare och resultera i en direkt konkurrens mellan de två spelen. Stephen Wright på Gamespresso kunde på ett sätt förstå Activision. Trots att många var missnöjda med denna sammanbundna version, så kommer de ändå att köpa den, bara för att få Modern Warfare Remastered, och det visste nog Activision. Activision hade kommit fram till att detta var det bästa affärsbeslutet, oavsett vad deras kunder tycker. Stephen Wright tyckte å andra sidan att det är fel att betala för ett oönskat spel för att kunna få ett annat, men sa också att denna sammanbundna version ger bra valuta för pengarna.

### Mikrotransaktioner
Flera veckor efter spelets utgivning infördes ett mikrotransaktionssystem till flerspelarläget, tillsammans med annat nytt innehåll som inte finns med i originalspelet. Detta skapade en viss kontrovers. Bevis på detta upptäcktes några dagar efter utgivningen, då man med hjälp av datautvinning hittade dolda vapen inom spelets filer, vilket indikerade deras framtida införlivande. Fansen gav en motreaktion, där Peter Glagowski på Destructoid kallade beslutet att inkludera mikrotransaktioner för "riktigt förbryllande" och att det "stinker girighet på pengar". Vissa kritiker var oroliga för att Activision skulle släppa nya objekt i "Supply Drops", vilket i sin tur ger vissa spelare fördelar, och som redan finns i andra Call of Duty-spel.
Speljournalisten Jim Sterling var också väldigt kritisk, och hävdade att Activision har nu visat andra spelutgivare hur man exempelvis säljer en återutgivning av ett spel, med nytt eller utelämnat innehåll, och till en extra kostnad. Han sade:
| ”                                | Det är en återutgivning av ett nio år gammalt spel som har försiktigt smugglat in mikrotransanktioner till dess flerspelarläge, och jag kan inte tro att detta löjliga koncept är verkligt. Detta är en parodi som bara industrin skulle kunna hitta på. Det är en sak att se den sorgliga normaliseringen av gratis spel bland helt nya utgåvor, men att vittna dem retroaktivt kasta sådant in till en så gammal och älskad titel innan sådant skräp fick dragkraft? Activision har satt gränsen för girighet till "AAA" – ett nytt högre läge för vinstbegär och ett nytt lägre för spelverksamheten överlag. […] De flesta datorspelsremake säljs som kompletta, slutgiltiga utgåvor av det ursprungliga spelet, tillsammans med alla expansioner och nedladdningsbara innehåll som fanns med vid den första utgivningen. COD4 banar väg för utgivare att trippla ner – inte bara att just tjäna pengar på att sälja ett gammalt spel med uppdaterad grafik, utan att också fästa på DLC och mikrotransaktioner. Kanske lönar det sig. Jag har lite tvivel om att andra utgivare kommer att försöka med detsamma. [...] Den skenbara, obekväma girigheten som visas öppet är nästan imponerande i sin fräckhet. Att smyga in freemium-skit på ett nio år gammalt spel som nyttjade sitt eget fans för att sälja ett helt annat spel är ett mästerverk av slughet, ett monument till Bobby Koticks ökända brist på skam. | „ |
| – Jim Sterling, The Jimquisition | |   |

### Prissättning av spelet
Efter tillkännagivandet av det nedladdningsbara innehållet "Variety Map Pack" under mars 2017 meddelade Activision att nedladdningsbara innehållet inte kommer bli gratis. Kritiker påpekade att utgivaren redan hade genererat extra intäkter för spelet genom att sammanbinda det med Call of Duty: Infinite Warfare (högre pris än ett spel) och genom att inkludera mikrotransaktioner. Dessutom brukar ett datorspelsremake ofta innehålla all tidigare innehåll och expansioner från originalet, alltså skulle "Variety Map Pack" ha ingått gratis. Fans hävdade också att försäljningen av "Variety Map Pack" till ett högre pris än dess ursprungliga utgåva var ett oprincipiellt drag. Jim Sterling fortsatte kritisera Activision för debiteringen av det nedladdningsbara innehållet, och uppgav att det var "oförståeligt" och att öka dess kostnad markerar "hur långt [Activision] kan trotsa deras kunder och komma undan med det". Erik Kain på Forbes hävdade på samma sätt att nedladdningsbara innehållet skulle ha varit tillgängligt kostnadsfritt, och upprättade en tro på att debiteringen för detta kartpaket "[var] ett stort misstag". Men i en uppföljningsartikel kände han en viss sympati med Activision, och skrev att det var lättare för dem att sätta priser för tidiga och sena köpare. Han noterade också att spelet var billigt i sitt bidrag till det totala priset för den sammanbundna versionen, och därmed var ytterligare kostnader för det nedladdningsbara innehållet motiverande.
Activision fick ytterligare kritik mot sig när de gick ut med att "Variety Map Pack" inte skulle ingå tillsammans med den fristående versionen av spelet. Fans argumenterade också för att den versionen var sig själv dyr, speciellt eftersom både dess kostnad och den för nedladdningsbara innehållet uppgick till ett nästan helt spelpris. Dessutom noterade Eurogamer och Gearnuke att den sammanbundna versionen, med Infinite Warfare, säljs nu till ett liknande pris som den fristående versionen. Erik Kain förstod kostnaden för den fristående, eftersom sälja den billigt skulle ha förnärmat dem som hade köpt specialutgåvan av Infinite Warfare för Modern Warfare Remastered. Men han hade ändå trott eller tyckt att det nedladdningsbara innehållet skulle ha inkluderat i spelet. Hädanefter skrev han att det skulle ha varit "en gest av god vilja till [spel]samhället" och "ett smart drag för företaget". Jason Faulkner fördömde Activisions affärspraxis och ansåg att den fristående versionen var "en dålig affär" och kritiserade att den såldes för dubbla priset jämfört med när den ingick med Infinite Warfare. Han tyckte också det var "löjligt" angående det nedladdningsbara innehållet som totalt uppgick till ett nästan fullt pris. Som ett resultat rådde han till fansen att vänta med att köpa spelet tills det har sänkts i pris.

### Windowsversionen
Windowsversionen av Call of Duty: Modern Warfare Remastered blev kritiserat för ett antal tekniska problem i flerspelarläget samt spelare som var, eller är, missnöjda med spelets tillgängliga inställningar. På Steam fick spelet mest negativa användarrecensioner, med klagomål på dålig prestanda, låst bildhastighet på 90 bilder per sekund, otillräckligt musstöd, många hackare och ett lågt antal spelare. Spelare kände att Activision inte hade lyckats tillhandahålla tillräckligt med stöd för PC till förmån för spelets konsolversioner. Ett drag som har upprepats med andra spel i serien. Följaktligen föreslog många användare flerspelarläget i originalspelet att vara ett lämpligare alternativ, då det fortfarande lockar ett stort antal spelare och erbjöd bättre alternativ för prestanda, modifikation och anpassning.